# Entente Sportive de Wasquehal
La Entente Sportive de Wasquehal è una società calcistica francese della città di Wasquehal.
Fondata nel 1924 come L'Union Sportive de Wasquehal, divenne famosa come ES Wasquehal nel 1945 dopo la fusione con L'Association Sportif Wasquehal.
Gioca attualmente nel Championnat de France Amateurs 2, dopo essere retrocessa dal CFA nel 2008. Ha disputato il campionato di Ligue 2 fra il 1998 ed il 2003 (massimo risultato il 13º posto del 2001), dopo essere diventato un club professionistico già nel 1997.

## Palmarès

### Competizioni regionali
- France Division 4 : 1995
- France DH North : 1988

### Competizioni nazionali
- Championnat de France amateur: 1

1994-1995
- Championnat National 3: 2

2014-2015, 2021-2022

### Altri piazzamenti
- Championnat National:

Secondo posto: 1995-1996